# 올리비아 윌리엄스
올리비아 헤이그 윌리엄스(영어: Olivia Haigh Williams, 1968년 7월 26일 ~ )는 잉글랜드의 배우이다.

## 출연 작품

### 영화
- 식스 센스
- 더 바디
- 유령 작가 - 루스 랭 역
- 7번째 아들 - 엄마 역
- 런던 시계탑 밑에서 사랑을 찾을 확률 - 힐러리 역
- 크로스 마이 마인드 - 나탈리 역
- 화이트 킹 - 소피아 역 (목소리)
- 빅토리아 & 압둘 - 레이디 처칠 역
- 더 파더 - 여자 역

### 드라마
- 맨하탄 시즌 2 (WGN America) - 리자 윈터 역